# FIBA Europe Cup
La FIBA Europe Cup és una competició anual de basquetbol per clubs organitzada per FIBA Europa. És la segona competició de la FIBA, a nivell d'àmbit europeu, després de la Basketball Champions League. Els clubs es classifiquen principalment per a la competició en funció del seu rendiment a les lligues nacionals i a les competicions de copa, tot i que aquest no és l'únic factor decisiu.
El 30 de juny de 2015, la FIBA va anunciar que començaria una nova lliga per competir amb l'Eurolliga. La nova competició, que substituïa l'EuroChallenge, se suposava que hauria d'estar oberta per a la participació de fins a 100 equips.

## Historial
| Temporada | Campió                                                   | Finalista                                                | Resultat                                                 |
| --------- | -------------------------------------------------------- | -------------------------------------------------------- | -------------------------------------------------------- |
| 2015-16   | Fraport Skyliners                                        | Openjobmetis Varese                                      | 66–62                                                    |
| 2016-17   | Nanterre 92                                              | Élan Chalon                                              | 58–58 / 82–79                                            |
| 2017-18   | Umana Reyer Venezia                                      | Sidigas Avellino                                         | 69–77 / 81–79                                            |
| 2018-19   | Banco di Sardegna Sassari                                | s.Oliver Würzburg                                        | 89–84 / 81–79                                            |
| 2019-20   | Cancel·lada per la Pandèmia per coronavirus de 2019-2020 | Cancel·lada per la Pandèmia per coronavirus de 2019-2020 | Cancel·lada per la Pandèmia per coronavirus de 2019-2020 |